# Parc Nacional de Shirvan
El Parc Nacional de Shirvan (en àzeri: Şirvan Milli Parkı) és un parc nacional de l'Azerbaidjan. Va ser establert per decret del President de l'Azerbaidjan, Ilham Alíev, el 5 de juliol de 2003 a territori del raió de Salyan i del raió de Neftçala. La seva superfície és de 54.373,5 hectàrees (543,735 quilòmetres quadrats).
El Parc Nacional de Shirvan es va establir sobre la base de la Reserva estatal Shirvan fundada el 1969 i algunes zones veïnes. L'activitat de la reserva se centra en la protecció i la reproducció de la Gazella subgutturosa, a més d'aus aquàtiques i biotipus de plantes típiques de la plana de Shirvan.